# 叢綃蝶屬
叢綃蝶屬（學名：Heterosais）是蛺蝶科斑蝶亞科綃蝶族中的一個屬。物種分佈於中南美洲。

## 物種
- 樹叢綃蝶 Heterosais edessa
- 叢綃蝶 Heterosais giulia